# Cherchez la femme
Cherchez la femme (Шерше ля фам) — французское выражение (ставшее крылатой фразой), которое буквально означает «ищите женщину». При этом имеется в виду, что когда мужчина ведёт себя необычно или мотивация его поступков неясна, причиной может быть его попытка скрыть незаконные отношения с женщиной, либо стремление произвести впечатление на женщину или снискать её расположение. То есть, по мнению произносящего эту фразу, наиболее вероятной причиной некоего необъяснимого на первый взгляд преступления, странных действий мужчины оказывается женщина. Выражение стало крылатым благодаря роману Александра Дюма-отца «Могикане Парижа» 1854 года, где фраза «Cherchez la femme, pardieu! cherchez la femme!» является поговоркой парижского полицейского чиновника. Фраза повторена в романе несколько раз.
В 1864 году Дюма написал одноимённую пьесу по мотивам романа, где есть такая фраза: «Il y a une femme dans toutes les affaires; aussitôt qu’on me fait un rapport, je dis: „Cherchez la femme!“» (В каждом случае есть женщина; как только они приносят мне отчёт, я говорю: «Ищите женщину!»).
При этом, Дюма использовал выражение, которое действительно употреблял получивший известность чиновник французской полиции Антуа́н де Сарти́н (1729—1801).
Намного более ранней является мысль римского поэта Ювенала (ок. 60 — ок. 127): в его 6-й сатире говорится, что «едва ли найдётся тяжба, в которой причиной ссоры не была бы женщина».

## В культуре
Выражение было широко известно в России XIX века, где даже родились его местные варианты. Например, роман И. С. Тургенева «Рудин» содержит отголосок, подобный выражению «шерше ля фам»; один из персонажей этого произведения, Пигасов, в случае любого несчастья задаёт вопрос: «Как её зовут?», тем самым в очередной раз намекая на причастность женщины и возлагая на неё вину за происходящее.
Кинематограф: см. Ищите женщину (фильм)